# HMNZS Canterbury (L421)
HMNZS Canterbury er et fleksibelt støtteskib i brug hos Royal New Zealand Navy (RNZN). Skibet hejste kommando i juni 2007 og er det andet skib i New Zealands flåde til at bære dette navn, det første skib var en fregat af Leander-klassen. Skibet er desuden det første fleksible støtteskib i RNZN i stand til at medbringe og landsætte op til en bataljon soldater.
Skibet har dog været plaget af problemer siden leveringen, har været involveret i et antal uheldige episoder og er anset som mindre sødygtig end hvad man havde bestilt. I 2008 blev det anslået at man mindst måtte bruge yderligere 20 millioner newzealandske dollar på at give skibet de operative standarder man havde krævet.

## Planlægning og design
Så tidligt som 1988 erkendte Royal New Zealand Navy behovet for at kunne flytte tropper og militært udstyr i det sydlige Stillehav. Det resulterede i 1995 i købet af det civile skib "Sealift" der blev omdøbt til HMNZS Charles Upham. Det lykkedes ikke for de efterfølgende regeringer at finde de nødvendige økonomiske midler til at foretage nødvendige ombygninger af skibet og det blev solgt til et civilt selskab i 2001.
På samme tid valgte New Zealands regering ikke at benytte en option på en tredje fregat af ANZAC-klassen, da man ønskede at løse et bredere spektrum af opgaver, blandt andet ønsket om at kunne flytte soldater og materiel.

## Konstruktion
Tenix Shipsyards i Williamstown i nærheden af Melbourne vandt kontrakten til konstruktionen af det fleksible støtteskib, der efterfølgende hyrede Merwede skibsværft i Nederlandene til at bygge selve skibet. Skibets design var baseret på det civile Roll-on/roll-off-skib "Ben my Chree". Valget af et kommercielt design er dog sidenhen blevet kritiseret da det har vist sig at have en del begrænsninger på skibets funktionalitet, især i hårdt vejr, da det originale design er optimeret til kystnært farvand.
Kølen blev lagt 6. september 2005 og blev søsat den 11. februar 2006. Skibet foretog sine første søprøver i farvandet ud for Nederlandene og ankom i slutningen af august 2006 til Australien for installationen af militært udstyr. Skibets sidste syn inden overdragelsen til flåden blev forsinket på grund af ændringer i skibets hospital samt dokumentationen hertil blev afleveret for sent.
Skibet blev formelt overdraget til New Zealand den 31. maj 2007 og hejste kommando 12. juni 2007 i Port Melbourne med deltagelse i ceremonien af den newzealandske premierminister, Helen Clark. Skibet havde kostet 130 millioner newzealandske dollar.
Skibet er bygget med et isforstærket skrog der gør det i stand til at operere i området omkring Antarktis og hvor HMNZS Canterbury har til opgave at støtte videnskabelige ekspeditioner.

## Operativ historie

### Tidlige øvelser og operationer
Efter kommandohejsningen sejlede skibet til sin adoptionsby, Lyttelton, hvor det ankom 28. juni 2007. Efter flere dage med festligheder afsejlede man igen den 2. juli. Efter et venskabeligt visit til Timaru og en måneds sejlads med øvelser og søprøver i området omkring Auckland, ankom skibet endelig til sin basehavn, Devonport Naval Base. Herefter sejlede skibet til Ross Dependency (Antarktis) i en opgave for Department of Conservation.
I september 2007 tog HMNZS Canterbury 250 soldater og 50 køretøjer om bord, herunder 20 LAV III PMV'er for at afprøve lastning og losning af soldater og køretøjer.

### Australsk/Newzealandsk katastrofeberedskab
I starten af 2011 blev det offentliggjort at skibet ville være en hjørnesten i en fælles australsk/newzealandsk task force der kunne aktiveres for at yde nødhjælp i tilfælde af katastrofer. Skibet er reelt set det eneste i de to landes flåder der var udrustet til en sådan opgave da Royal Australian Navys tre lignende skibe alle tre var til langtidsreparationer grundet alder og alvorlige problemer og Australien forventes ikke at kunne bidrage med sådan et skib før Canberra-klassen kommer i aktiv tjeneste.
Tilfældigvis var dette nye skib, udrustet til at støtte under katastrofesituationer, i Lyttelton mindre end to uger efter det voldsomme jordskælv i Christchurch i februar 2011. Besætningen sørgede her for måltider til over 1.000 lokale, samt tilbød overnatningsmulighed for et antal hjemløse.

## Kapaciteter

### Bevæbning
Skibets civile design samt minimale bevæbning gør at HMNZS Canterbury ikke vil deltage i kamphandlinger eller foretage landgangsoperationer under fjendtlig ild. Skibets bevæbning består af en enkelt 25 millimeter Bushmaster M242 fjernstyret maskinkanon på et gyrostabiliseret leje, samt to Browning M2 12,7 millimeter tunge maskingeværer. Disse er tænkt til selvforsvar mod små fartøjer/fly samt til patruljetjeneste (eksempelvis ved standsning af et mistænkeligt fartøj) under en flådeblokade.

### Faciliteter

#### Last
Skibet har et vogndæk på 1.451 m2, som kan tilgås via to ramper; enten fra styrbord side eller agter.
På skibets vogndæk er der plads til en lang række køretøjer, en realistisk lastkombination ville kunne være:
- 14 Pinzgauer, lette terrængående køretøjer
- 16 NZLAV pansrede mandskabsvogne
- 7 Unimog
- 2 ambulancer
- 2 ladvogne
- 7 trailere
- 2 Terrængående Gaffeltrucks
- 4 All-terrain vehicle
- Op til 33 20-fods TEU ISO-containere.[10]

Skibet er udrustet til at kunne håndtere otte containere med ammunition, to med farligt gods og har et omfattende sprinkleranlæg installeret.

#### Landgangsfartøj
Skibet medbringer sædvanligvis to landgangsfartøjer af typen Landing Craft, Vehicle/Personnel (LCVP). De landgangsfartøjer har en længde på 23 meter og et deplacement på 55 tons (tom) samt en fuldt lastet vægt på 100 ton (lastet med to pansrede mandskabsvogne). De har en besætning på tre mand og bliver fremdrevet af to Azimut-propeller på i alt 235 kW
Landgangsfartøjerne kan lastes eller losses fra begge af skibets to 60 tons kraner eller via hækrampen. Til støtte ved brug af hækrampen er skibet udrustet med et system der gør at landgangsfartøjet forbliver korrekt placeret i forhold til skibet. Man har derudover installeret et ballastsystem der gør samarbejdet med landgangsfartøjerne mere sikkert. Når landgangsfartøjerne er færdiglastet kan de foretage landgang på strande og lignende kyststrækninger hvor der ikke er havnefaciliteter til rådighed, eksempelvis under humanitære operationer.
På grund af forskellige problemer med landgangsfartøjerne besluttedes det i 2010 at de skulle udskiftes. Fartøjernes skæbne er ikke besluttet endnu.

#### Helikopterfaciliteter
HMNZS Canterbury er i stand til at underbringe fire NHI NH90 helikoptere til støtte for New Zealand Army eller katastrofehjælp. SH-2G Seasprites kan også benyttes fra skibet og dækket er forstærket til at kunne håndtere en helikopter af Chinook-størrelsen.

#### Hospital
Skibets hospital har et sengeafsnit med fem køjer, et infirmeri med to køjer, en operationsstue, et laboratorium og et lighus.

#### Andet
Skibet har desuden et træningslokale, workshops, et våbenkammer samt ammunitionslast såvel som kontorer til civile gæster (såsom forskere fra Department of Conservation).

## Problemer
Skibet har siden dets kommandohejsning været plaget af et antal problemer, de fleste af dem kan henvises til et problematisk skibsdesign eller et design der ikke er designet til de militære forhold.

### RIB & landgangsfartøjer
HMNZS Canterbury kom igennem sin første større storm den 10. juli 2007, selvom man mistede sin ene RIB og næsten mistede den anden da bølger slog ind i skibets åbne gummibådsrum nær Tauranga på vej mod Auckland. RIB'en blev fundet en uge senere da den blev skyllet op på land på Great Barrier Island, 200 kilometer længere nordpå og blev fundet af en landmand. Den temmelig beskadigede gummibåd blev leveret tilbage til flåden, dog er det uklart om den kunne repareres.
En undersøgelseskommission fandt ud af tabet af gummibåden skete som følge af en kendt designfejl der blev erkendt i allerede i bølgebassin-testen. Fejlen resulterede i tabet af gummibåden samt saltvandsindtrængen på vogndækket efter et antal luger hertil blev slået op af vandet. Undersøgelseskommissionen fandt desuden at skibet bankede voldsomme pæle og propellerne til tider var helt ude af vandet. Man har derefter undersøgt mulighederne for at rette op på problemerne, hvilket blandt andet indebærer at installere porte i gummebådsrummene eller flytte dem til en anden placering. På tidspunktet hvor man mistede RIB'en viste skibets log at vindstyrken var 110 kilometer i timen med vindstød på op til 135, dønninger på seks meter (sea state seks), fuldt overskyet og en mørk aften. Gummibådsrummene 3,3 meter over vandlinien blev oversvømmet og fordi skibet samtidig rullede meget i søgen (op til 28 grader mod bagbord hvert 11,5 sekund). Skibets stabilieseringssystem er designet til ikke at fungere med rulninger under 11,9 sekunder.
I oktober 2007 blev et besætningsmedlem dræbt da en RIB kæntrede mens den var ved at blive sænket ned i vandet. Flåden begyndte straks en undersøgelse af ulykken. Forsvarsminister Phil Goff udtalte senere at det var et defekt sjækel der var skyld i ulykken og at man nu var i færd med at udskifte alle den slags sjækler i flåden.
Generalløjtnant Jerry Mateparae udtalte i november 2007 at man havde forskellige diskussioner med værftet blandt andet vedrørende placeringen af skibets gummibåde agter, hvor en blev revet løs under en storm samt surringerne til landgangsfartøjerne.
To nye gummibåde af mærket Zodiac blev bestilt fra Tenix Australia til erstatning for de to Gemini der blev beskadiget.
I 2010 blev det besluttet af der skulle indkøbes to nye landgangsfartøjer for HMNZS Canterbury da de nuværende led under en række uhensigtsmæssigheder, fra en svag landgangsrampe til stabilitetsproblemer som betød en betydelig reduktion af fartøjernes anvendelighed. Entreprenøren, BAE Systems, har accepteret at betale 85 millioner dollar til de forbedringer der skal laves inklusiv bygningen af et nyt landgangsfartøj.

### Sødygtighed
Et uafhængigt eftersyn kontrollerede i september 2008 sikkerheden og funktionaliteten af skibet og kom frem til at nogle operative begrænsninger ikke kunne udbedres såsom mindre sødygtighed i højere sea states. Valget af et "kommercielt Ro-Ro-design" er grundlaget for uenighederne mellem Tenix, forsvarsministeriet og New Zealand Defence Force omkring skibets fejl og mangler. En af problemerne her var at når skibet hugger i søen kan skibets propeller komme ud af vandet og dermed risikerer de at blive beskadiget når de igen rammer vandet. Rapporten anbefalede også at flytte skibets skibets gummibåde eller konstruere beskyttelse til dem hvis flytningen ikke kunne lade sig gøre, samt tilføje mere ballast (alternativt ændre ballastsystemet).

## Eksterne links
- Wikimedia Commons har flere filer relateret til HMNZS Canterbury (L421)
- HMNZS Canterbury – L421 (Royal New Zealand Navys officielle hjemmeside)
- Project Protector (Royal New Zealand Navy officielle hjemmeside)
- Phase One: Land Forces and Sealift Arkiveret 30. april 2007 hos  Wayback Machine (fra New Zealand Defence Force's kapacitetsundersøgelse, november 2000)
- Key Findings Arkiveret 30. april 2007 hos  Wayback Machine (Undersøgelse af flådens behov, januar 2002)